# Joseph Bruley
 (novembre 2015).
- Si vous ne connaissez pas le sujet, laissez ce bandeau (vous pouvez alors contacter les auteurs).
- Si vous supprimez le contenu mis en cause (vous pouvez préalablement contacter les auteurs),

argumentez précisément cette suppression dans la page de discussion
(un manque de référence n'est pas un argument ; une recherche réelle de référence doit avoir été effectuée, être formellement documentée).
Pour les articles homonymes, voir Bruley (homonymie).
Joseph Bruley, né le 30 juillet 1910 à Alligny-en-Morvan (Nièvre) et mort le 26 novembre 1999 dans le 15e arrondissement de Paris, est un journaliste français et écrivain régionaliste du Morvan.

## Biographie
Après son certificat d’études primaires, il complétera sa formation par des études techniques en électricité et radioélectricité. Pour se faire un peu d’argent, il effectue des remplacements au bureau de poste d’Alligny le dimanche matin, effectuant la transmission en morse de télégrammes, la tenue du standard et la vente des timbres.
Il passe avec succès le concours d'entrée dans l'administration des PTT, où il est intégré en qualité d'agent des Installations. Puis ayant le désir de s'élever, passe des concours, devient conducteur des travaux d'installations téléphoniques ; inspecteur adjoint. Il terminera sa carrière en qualité d'inspecteur central en 1970. Dans les années 1950, il donnait des cours de mathématiques, le dimanche matin à des collègues préparant le concours de conducteurs de travaux. Son orientation professionnelle, le conduit à effectuer son service militaire dans les Transmissions.
Mobilisé en 1939, il est incorporé au groupe de reconnaissance divisionnaire de la 9e division de la compagnie des Transmissions. Il combat, au sein de cette unité, en première ligne. En avril 1940, il rejoint le dépôt des Transmissions de Montargis, où il est chargé de la sécurité des équipements de la ville. Au moment de la débâcle, il se replie avec quelques centaines de camarades sur Montpellier pour échapper à la captivité. Démobilisé, il reprend ses activités à Paris. Son sens de la Patrie, du devoir et de l'honneur lui font intégrer la Résistance. Il est au groupe de l'état-major de la Résistance des PTT. Il met en place un réseau d'écoute de Radio Londres, en évitant les brouillages des nazis. En 1944, il fuit la Gestapo et se rend à bicyclette dans le Morvan. Il rentre à Paris au mois d'août, après un voyage de retour très mouvementé, sous les bombardements. Il lui faudra trois jours pour faire le voyage de Dijon à Paris.
Après la Libération, il s'engage dans des actions mutualistes, où il avait commencé à militer en 1938. Il participe à la création de la Mutuelle générale des PTT, en 1945. Il devient vice-président, puis président d'une section de cette mutuelle, regroupant onze centraux téléphoniques. Il quitte ses fonctions mutualistes en 1976.
Dans son article Tacot, il fait le récit de son premier voyage en train en 1915, pour se rendre à Saulieu, chez le photographe, en compagnie de sa mère pour satisfaire à la demande de son père sur le front, souhaitant avoir une photographie récente de ses deux êtres chers. Il fut interne au CEG de Corbigny.
Cet inspecteur central des télécommunications resta toute sa vie un passionné de son Morvan natal, qu'il ne cessa de mettre en valeur aux travers de ses écrits, essayant de collecter et publier tout ce qui touche à la vie locale : folklore, coutumes et traditions, légendes, contes, chants et danses. Il est, à ce titre, appelé « l'historien du Morvan ». Journaliste talentueux, il fut le rédacteur en chef et directeur, en 1957, du journal, Le Morvandiau de Paris, fondé en 1924 et dans lequel il était correspondant depuis les années 1930. Il rédigea son premier article en juillet 1947. Il fut également le président de l'amicale La Morvandelle de Paris en étant élu membre du conseil d'administration en 1946. Avec Marc Chevrier et Pierre Joachim, il réalisa un des premiers disques 33 tours, et plus tard des cassettes audio (1982-1986), consacrés aux musiques, chants et danses du Morvan.
Membres de plusieurs sociétés savantes de Bourgogne, il fut le 15 juillet 1967, à Château-Chinon, un des signataires de l'acte de naissance de l'Académie du Morvan, en compagnie de François Mitterrand (député-maire de la ville), Léon Bondoux (son prédécesseur à ces postes), Joseph Pasquet, Henri Desbruères, Claude Régnier, Jacques Thévenet, Jules Basdevant, Henri Perruchot, Jean Chatelain, Régine Pernoud, Louis-Philippe Bondoux et le Dr Lucien Olivier, qui deviendra le chancelier perpétuel de cette institution). Il était également lié d'amitié avec l'écrivain Georges Riguet.
En 1973, il est élu président de l'Union nationale des groupes folkloriques pour la culture populaire et membre du Comité français des européades du folklore. Il fut le président du groupe folklorique La Bourrée morvandelle de 1980 à 1997, en assurant le développement de celle-ci et son rayonnement à travers le pays. Cet amour inconditionnel du Morvan et de sa ville Alligny-en-Morvan incitèrent ses concitoyens à lui donner des responsabilités au sein du conseil municipal et à l'élire maire-adjoint de 1971 à 1989. C'est quelques jours avant le second millénaire que Joseph Bruley est mort. Il fut inhumé le 1er décembre 1999 dans le cimetière d'Alligny-en-Morvan.

## Publications
- L'Identification de la première Alésia, Éd. de la Morvandelle, 1959
- Le Morvan, cœur de la France, 3 tomes, Éd. La Morvandelle, Paris, 1964, t.I. à 1966, t.II-III. ; réédition 1984, 584p.
- « La Maison paysanne de ses origines à nos jours, Bourgogne, Morvan, Nivernais », in Le Morvandiau de Paris, no 497-498-499, de janvier à mars 1965
- Bienvenu en Morvan, en collaboration, Éd. La Morvandelle, CEAM, 1971
- « Le Morvan cœur de la France », in Pays de Bourgogne, cité par Armand Billaud, 1980
- « Tacots », in  Le Morvandiau de Paris, 1981
- Les Gondoliers du Morvan, ministère du Commerce et des Travaux publics, 1982 ; réédition aux Éditions de l'Armançon en 1995, 334p.  (ISBN 2-906594-57-1)
- Le Canton de Montsauche, en 1900, à travers les cartes postales, 1986
- La passion selon Jean Genet, 2000
- Les deux pauvres vieux, enregistrement public d'un conte morvandiau, conservé à la Maison du Patrimoine oral de Bourgogne[3]
- Les portes du Morvan

## Récompenses
- 1964 : prix Henri-Perruchot (prix littéraire du Morvan) pour Le Morvan, cœur de la France[4].
- 1975 : Prix Toutain de l'Académie française pour Morvan cœur de la France

## Décorations
- officier de l'ordre national du Mérite, le 22 novembre 1998[5].
- chevalier des Palmes académiques
- officier de l'ordre du Mérite social
- médaille d'honneur de la jeunesse et des sports
- médaille de la Société d'encouragement au progrès
- médaille des Arts-Sciences-Lettres
- médaille de vermeil de l'étoile civique
- médaille de bronze de la ville de Paris
- titulaire de nombreuses distinctions françaises et étrangères

## Hommage
- Éloge funèbre, prononcé à ses obsèques par Alain Baroin et retranscrit dans le Morvandiau de Paris du 31 décembre 1999 ;
- Alligny-en-Morvan, sa ville natale, a donné son nom à une rue de la commune.